# Мещерягин, Николай Андрианович
Николай Андрианович Мещерягин (1932—1978) — российский инженер, конструктор вооружений. Лауреат Государственной премии СССР.

## Биография
Родился в с. Троицкое Каменского района Уральской области.
Окончил Уральский политехнический институт им. С. М. Кирова (1955).
Работал в атомной отрасли:
- 1955−1960 инженер СКБ завода № 551 («Авангард»), г. Саров.
- с 1960 г. на Уральском электромеханическом заводе — руководитель группы, начальник конструкторского отдела, заместитель главного конструктора, главный конструктор.

Принимал активное участие в организации и проведении работ по повышению надежности и расширению эксплуатационных качеств специзделий (ядерных боеприпасов).
Кандидат технических наук (1975).
Лауреат Государственной премии СССР 1977 года — за работы в области вооружений.
Награждён орденом Трудового Красного Знамени (1966).
Умер 13 января 1978 года в Свердловске. Похоронен на Широкореченском кладбище.